# 기원전 15세기
기원전 15세기는 기원전 1500년부터 기원전 1401년까지를 말한다.

## 주요 사건
- 기원전 1504년 - 1429년 - 이집트가 누비아와 지중해 연안을 정복.
- 기원전 1500년경
  - 아나톨리아의 히타이트 인이 인공 철(철 정제법)을 발명.
  - 지중해 동쪽 우가리트의 번영 (- 기원전 1200년 무렵). 이 시기에 우가리트 문자가 생긴다. 이것은 기존의 설형문자를 크게 단순화하고 표의문자에서 표음문자로 전환시킨 것이다.
  - 후르리 인의 키루타이 와슈칸니를 수도로 미탄니 왕국을 건국.
  - 시베리아의 볼가강에서 예니세이 강 주변에서 카라수크 문화가 전개된다.
  - 장강 유역 유일한 은나라 대 도시 유적인 호북성 무한시의 반용성 유적이 건설된다.
  - 일본 조몬 시대
- 기원전 1477년 - 투트모세 2세가 병사하다
  - 그의 왕비인 하트셉수트와 의붓 아들 투트모세 3세의 공동 통치가 시작된다.
  - 카르낙 신전의 증축을 해 아스완의 채석장에 미완의 오벨리스크가 남게 된다.

## 주요 인물
투트모세 2세,
투트모세 3세,
하트솁수트

## 년대와 년도
| 기원전 1500년대 | 전1509 | 전1508 | 전1507 | 전1506 | 전1505 | 전1504 | 전1503 | 전1502 | 전1501 | 전1500 |
| 기원전 1490년대 | 전1499 | 전1498 | 전1497 | 전1496 | 전1495 | 전1494 | 전1493 | 전1492 | 전1491 | 전1490 |
| 기원전 1480년대 | 전1489 | 전1488 | 전1487 | 전1486 | 전1485 | 전1484 | 전1483 | 전1482 | 전1481 | 전1480 |
| 기원전 1470년대 | 전1479 | 전1478 | 전1477 | 전1476 | 전1475 | 전1474 | 전1473 | 전1472 | 전1471 | 전1470 |
| 기원전 1460년대 | 전1469 | 전1468 | 전1467 | 전1466 | 전1465 | 전1464 | 전1463 | 전1462 | 전1461 | 전1460 |
| 기원전 1450년대 | 전1459 | 전1458 | 전1457 | 전1456 | 전1455 | 전1454 | 전1453 | 전1452 | 전1451 | 전1450 |
| 기원전 1440년대 | 전1449 | 전1448 | 전1447 | 전1446 | 전1445 | 전1444 | 전1443 | 전1442 | 전1441 | 전1440 |
| 기원전 1430년대 | 전1439 | 전1438 | 전1437 | 전1436 | 전1435 | 전1434 | 전1433 | 전1432 | 전1431 | 전1430 |
| 기원전 1420년대 | 전1429 | 전1428 | 전1427 | 전1426 | 전1425 | 전1424 | 전1423 | 전1422 | 전1421 | 전1420 |
| 기원전 1410년대 | 전1419 | 전1418 | 전1417 | 전1416 | 전1415 | 전1414 | 전1413 | 전1412 | 전1411 | 전1410 |
| 기원전 1400년대 | 전1409 | 전1408 | 전1407 | 전1406 | 전1405 | 전1404 | 전1403 | 전1402 | 전1401 | 전1400 |
| 기원전 1390년대 | 전1399 | 전1398 | 전1397 | 전1396 | 전1395 | 전1394 | 전1393 | 전1392 | 전1391 | 전1390 |